# Colona (Illinois)
Colona es una ciudad ubicada en el condado de Henry en el estado estadounidense de Illinois. En el Censo de 2010 tenía una población de 5099 habitantes y una densidad poblacional de 477,27 personas por km².

## Geografía
Colona se encuentra ubicada en las coordenadas 41°28′43″N 90°20′19″O / 41.47861, -90.33861. Según la Oficina del Censo de los Estados Unidos, Colona tiene una superficie total de 10.68 km², de la cual 10.41 km² corresponden a tierra firme y (2.57%) 0.27 km² es agua.

## Demografía
Según el censo de 2010, había 5099 personas residiendo en Colona. La densidad de población era de 477,27 hab./km². De los 5099 habitantes, Colona estaba compuesto por el 95.78% blancos, el 0.53% eran afroamericanos, el 0.2% eran amerindios, el 0.35% eran asiáticos, el 0.08% eran isleños del Pacífico, el 1.12% eran de otras razas y el 1.94% pertenecían a dos o más razas. Del total de la población el 6.35% eran hispanos o latinos de cualquier raza.